# Ка Паването (Венеција)
Ка Паването (итал. Ca' Pavanetto) је насеље у Италији у округу Венеција, региону Венето.
Према процени из 2011. у насељу је живело 47 становника. Насеље се налази на надморској висини од -4 м.